# Igor Duljaj
Igor Duljaj - em Servio, Игор Дуљај (Aranđelovac, 29 de outubro de 1979) é um ex-futebolista sérvio.

## Carreira
Duljaj representou a Seleção Servo-Montenegrina de Futebol na Copa do Mundo de 2006.

## Títulos
Partizan
- Campeonato Iugoslavo: 1999, 2002
- Copa da Iugoslávia: 2001
- Campeonato Servo-Montenegrino: 2003

Shakhtar Donetsk
- Ukrainian Premier League: 2005, 2006, 2008
- Copa da Ucrânia: 2005, 2006, 2008
- Supercopa da Ucrânia: 2005, 2008
- Copa da UEFA: 2009